# IC 2916
IC 2916 — галактика типу * (зірка) у сузір'ї Лев.
Цей об'єкт міститься в оригінальній редакції індексного каталогу.